# Laumontit
Laumontit är ett zeolitiskt mineral, men den kemiska sammansättningen CaOAl2Si4O12 · 4H2O, ett hydratiserat kalcium-aluminiumsilikat. Kalium eller natrium kan ersätta kalcium men endast i mycket små mängder.
Den är monoklinisk, rymdgrupp C2/m. Den bildar prismatiska kristaller med ett diamantformat tvärsnitt och en vinklad avslutning. När den är ren är färgen färglös eller vit. Föroreningar kan färga den orange, brunaktig, grå, gulaktig, rosa eller rödaktig. Den har perfekt klyvning på [010] och [110] och dess fraktur är konkoidal. Den är väldigt skör. Mohs skalahårdhet är 3,5-4. Den har en glasaktig lyster och en vit streckfärg. Den finns i hydrotermiska avlagringar kvar i kalkhaltiga bergarter, ofta bildade som ett resultat av sekundär mineralisering. Värdbergarter är basalt, andesit, metamorfa bergarter och graniter. Den bildas genom omvandling av bland annat fältspat vid en temperatur på cirka 100 °C och blir instabil över cirka 150 °C, och så dess närvaro i sedimentära bergarter anger att dessa har upplevt mellanliggande diagenes.
Laumontit torkar lätt ut när den förvaras i en miljö med låg luftfuktighet. När den är nysamlad, om den inte redan har exponerats för miljön, kan den vara transparent eller genomskinlig. Under en period av timmar till dagar gör förlusten av vatten den ogenomskinligt vit. Den uttorkade laumontiten är mycket spröd och sönderfaller ofta till ett pulver vid minsta beröring.

## Historik
Identifieringen av laumontit går tillbaka till mineralogins tidiga dagar. Den fick först namnet lomonit av R. Jameson (System of Mineralogy) 1805, och laumonit av René Just Haüy 1809. Det nuvarande namnet gavs av K.C. von Leonhard (Handbuch der Oryktognosie) 1821. Den är uppkallad efter Gillet de Laumont som samlade in prover från blygruvor i Huelgoat, Bretagne, vilket gjorde dem till typorten.

## Förekomst
Laumontit är ett vanligt mineral som finns över hela världen. Det kan vara lokalt rikligt och bilda sömmar och ådror. Det är ofta förbundet med andra zeoliter som stilbit och heulandit. Anmärkningsvärda förekomster är Indien; Paterson, New Jersey; Pine Creek, Kalifornien; Island; Skottland; och Bay of Fundy, Nova Scotia. Prehnit-pseudomorfer av laumontit (epimorfer) har hittats i Indien. Laumontit har påträffats i Sverige i Falu gruva och Margretelund, Stockholm.